# Lobsang Spire
Der Lobsang Spire (Spire englisch für „Spitze“ oder „Spitzturm“) ist ein 5707 m hoher Berg im pakistanischen Teil des Karakorum.

## Lage
Der Berg liegt in einem Bergkamm nördlich des Baltorogletschers, der im Westen vom Bialegletscher und im Osten vom Muztagh-Gletscher flankiert wird. Der Muztagh Tower erhebt sich 9,3 km nordöstlich.

## Besteigungsgeschichte
Die Erstbesteigung des Lobsang Spire gelang am 13. Juni 1983 Doug Scott, Greg Child und Pete Thexton.
Sie kletterten vom 10.–13. Juni vom Bialegletscher aus mit Portaledges im Stil des Bigwall-Kletterns den Südpfeiler hinauf zum Gipfel.